# Marçal de Llemotges
Marçal de Llemotges va ser el primer bisbe de Llemotges. És venerat com a sant pel cristianisme, que celebra la seva onomàstica el 30 de juny. Va viure al segle iii, i la major part de la seva biografia és desconeguda.

## Vida

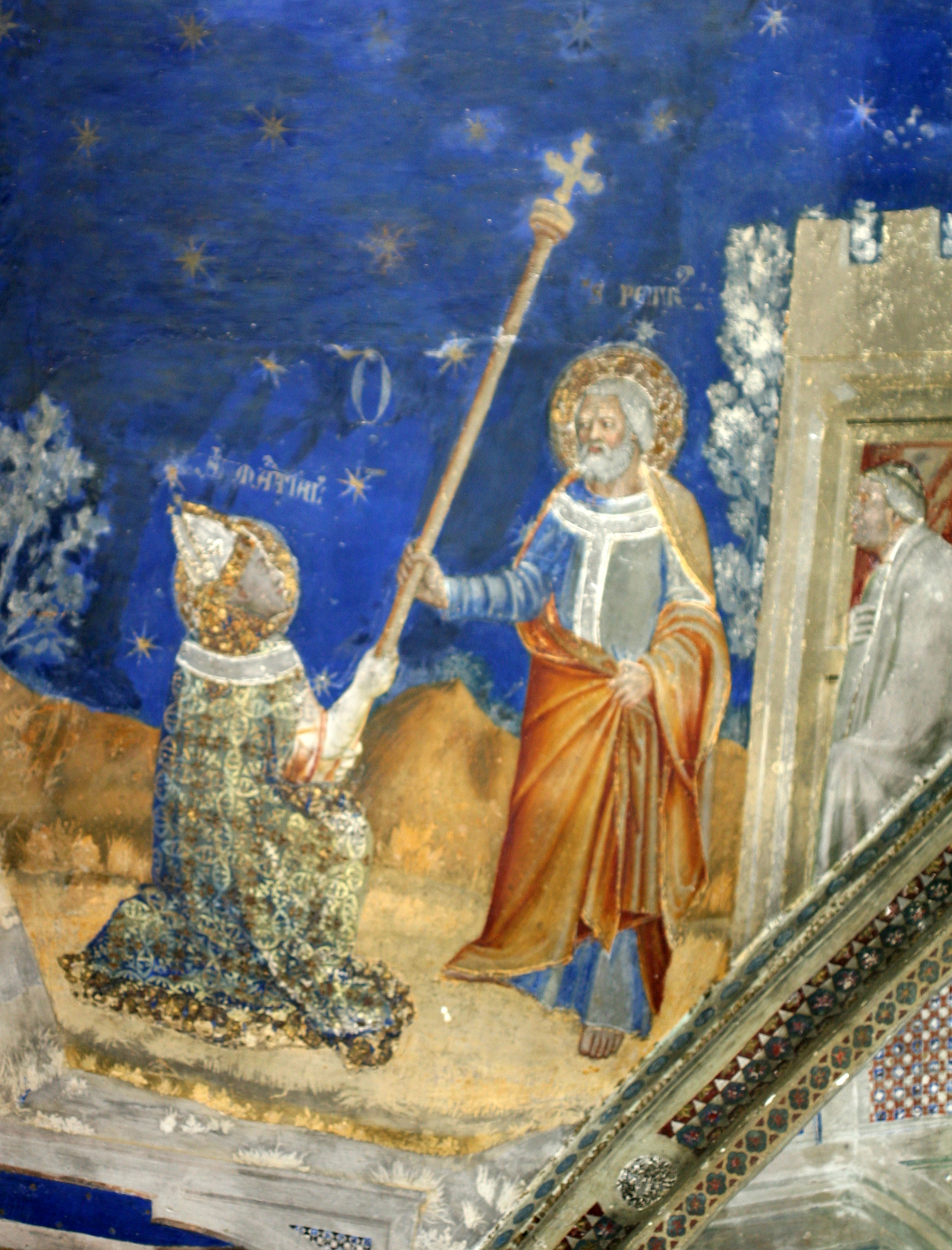
Sant Marçal rep el bastó de Sant Pere (capella de Sant Marçal, Palau dels Papes d'Avinyó)

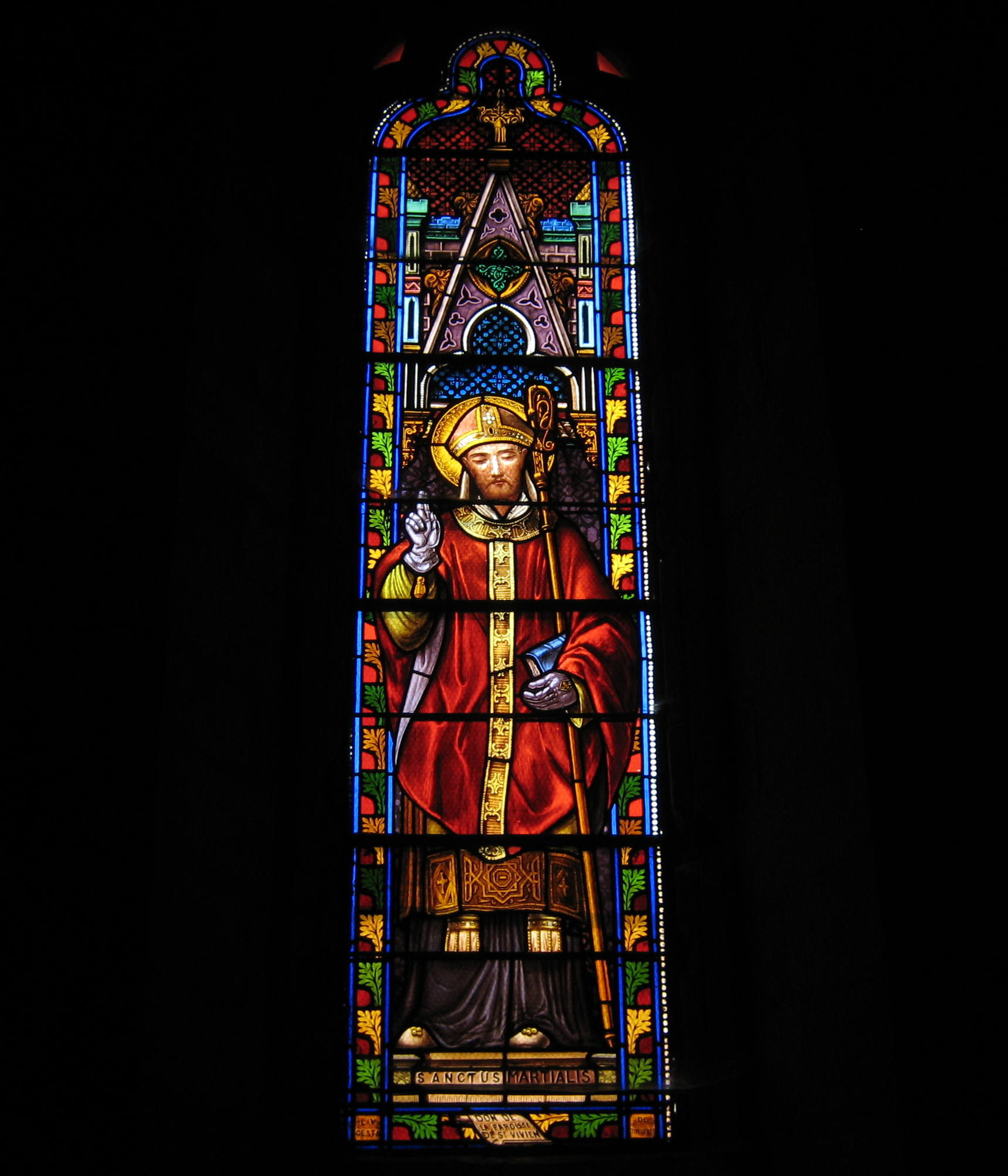
Vitrall a l'església de Salignac-Eyvigues

Sant Marçal va ser un bisbe que va viure al segle iii a l'Imperi Romà. Les dades biogràfiques més antigues, i les úniques que són acceptades com a verídiques, provenen de la Historia Francorum de Gregori de Tours, del segle vi. El relat de Gregori diu que durant el regnat de Deci (250-251), el papa Fabià I va enviar set bisbes de Roma a la Gàl·lia per predicar l'Evangeli: Gacià a Tours, Tròfim a Arle, Pau a Narbona, Sadurní a Tolosa, Dionís a París, Austromoni a Clarmont d'Alvèrnia, i Marçal a Llemotges.
La tradició diu que va ser enterrat a Llemotges, vora la Via d'Agripa, i que l'indret va ser lloc de pelegrinació. El segle ix s'hi construí una abadia, i aparegueren tot un seguit de llegendes sobre la vida del sant.

### Llegendes
A mesura que les llegendes es multiplicaven, alteraven cada cop més la realitat coneguda del sant: Marçal va ser traslladat en el temps i ara esdevenia deixeble de Sant Pere, qui l'hauria enviat a evangelitzar tota la regió d'Aquitània. Hom li van atribuir molts de miracles, com les resurreccions de morts quan els tocava amb la vara que li havia donat Sant Pere.
El procés de mistificació va culminar al segle xi quan Adémar de Chabannes va escriure'n una vida, però atribuint-la a Aurelià de Llemotges, que hauria estat el successor de Marçal. Segons Ademar, Marçal no només hauria presenciat el Sant Sopar i la crucifixió, sinó que era un dels apòstols de Crist i, per tant, deixeble directe. La falsificació d'Ademar no va ser definitivament revelada fins al decenni dels vint del segle xx, tot i que ja a partir del segle xvii havia perdut la credibilitat (però encara el 1854, el bisbe de Llemotges, havia demanat a Pius IX que atorgàs a Marçal els honors de deixeble de Crist, que el papa no va acceptar).
El segle xiii, la Llegenda àuria de Jaume de Voràgine continuà ampliant la biografia llegendària de Sant Marçal, atribuint-li un gran nombre de miracles que n'engrandiren la fama. Una d'aquestes tradicions explica que Sant Marçal era el jove que va portar cinc pans i dos peixos en el miracle de la multiplicació dels pans i dels peixos, motiu pel qual aquests elements s'associen a Sant Marçal.
En moltes d'aquestes tradicions, Sant Marçal era associat a Valèria de Llemotges, una màrtir llegendària del segle iii o iv de la que es deia que, en ser decapitada, havia agafat el seu cap i l'havia portat fins a Sant Marçal.

### Reconeixement
El papa Joan XIX (1024-1032) el va reconèixer com a apòstol, i més tard el llemosí Pere Roger, papa amb el nom de Climent VI (1342-1352), el va declarar apòstol d'Aquitània. Fins al segle xvii fou considerat el primer evangelitzador de Tolosa, però posteriorment aquesta opinió fou rebutjada per Guillaume de Catel i altres.

## Abadia de Sant Marçal
Marçal va ser enterrat fora de la ciutat romana, i la seva tomba es va convertir en un lloc de pelegrinatge important, situada, a més, al Camí de Sant Jaume. A sobre va establir-s'hi una comunitat benedictina al segle ix, que donà lloc a l'Abadia de Sant Marçal. Va comptar amb una gran biblioteca i un scriptorium, només inferiors als de Cluny.
Tot i la seva història i valor artístic, l'abadia va ser completament arrasada el segle xix: només en resten alguns còdexs manuscrits dispersos que provenen de la biblioteca. La cripta original, la que va donar lloc a l'abadia, va ser excavada el 1966-1970 en la construcció dels fonaments d'un aparcament. D'aquests treballs arqueològics es varen recuperar dotze capitells romànics esculpits, que avui es poden veure al Museu Diocesà de Llemotges.

## Veneració
Gràcies a totes aquestes llegendes, Sant Marçal va gaudir d'un gran reconeixement, no solament a França sinó també, gràcies a la circulació de les seves llegendes al Camí de Sant Jaume, arreu d'Europa. Tenia fama de guarir molts de mals, i localment havia estat invocat per a combatre epidèmies d'ergotisme.
Al Rosselló hi ha la vila de Sant Marçal, a mig camí del Vallespir, i arreu del Principat hi ha nombroses ermites dedicades a Sant Marçal: Sant Marçal del Colomer Sant Marçal de Cortvassill, Sant Marçal de Farners, Sant Marçal de Montseny, Sant Marçal de Puig-reig...
A Mallorca, l'església parroquial de Marratxí és dedicada a Sant Marçal d'ençà del segle xv. Així mateix, hi ha imatges del sant a la parròquia de Felanitx (capella de Sant Josep), al convent de Campos (capella de Sant Francesc de Sales), a Santa Creu de Porreres (capella de la Pietat), a la Victòria d'Alcúdia (capella de Sant Blai), a la parròquia de Manacor (capella de Sant Antoni de Pàdua), a la parròquia de Son Carrió (capella de Crist Ressuscitat) i a la parròquia de Deià (capella de la Sang). A Palma, també n'hi ha al convent de Sant Francesc de Palma (capella de la Consolació), a l'església de Sant Nicolau de Palma (capella de Sant Elm), i al convent de la Mercè hi té una capella dedicada.
A Felanitx, el dia de Sant Marçal se celebra la capta de Sant Marçal, romanalla de quan les obreries feien captes per sufragar les despeses del culte i la festa del seu sant. A Felanitx, la capta es convertí en un acte festiu i atractiu en si mateix, perquè l'obreria anava acompanyada d'uns músics que sonaven una tonada particular. L'acte es perdé, però la melodia pervisqué en la memòria musical popular, i el 2008 la tradició es recuperà.

## Galeria

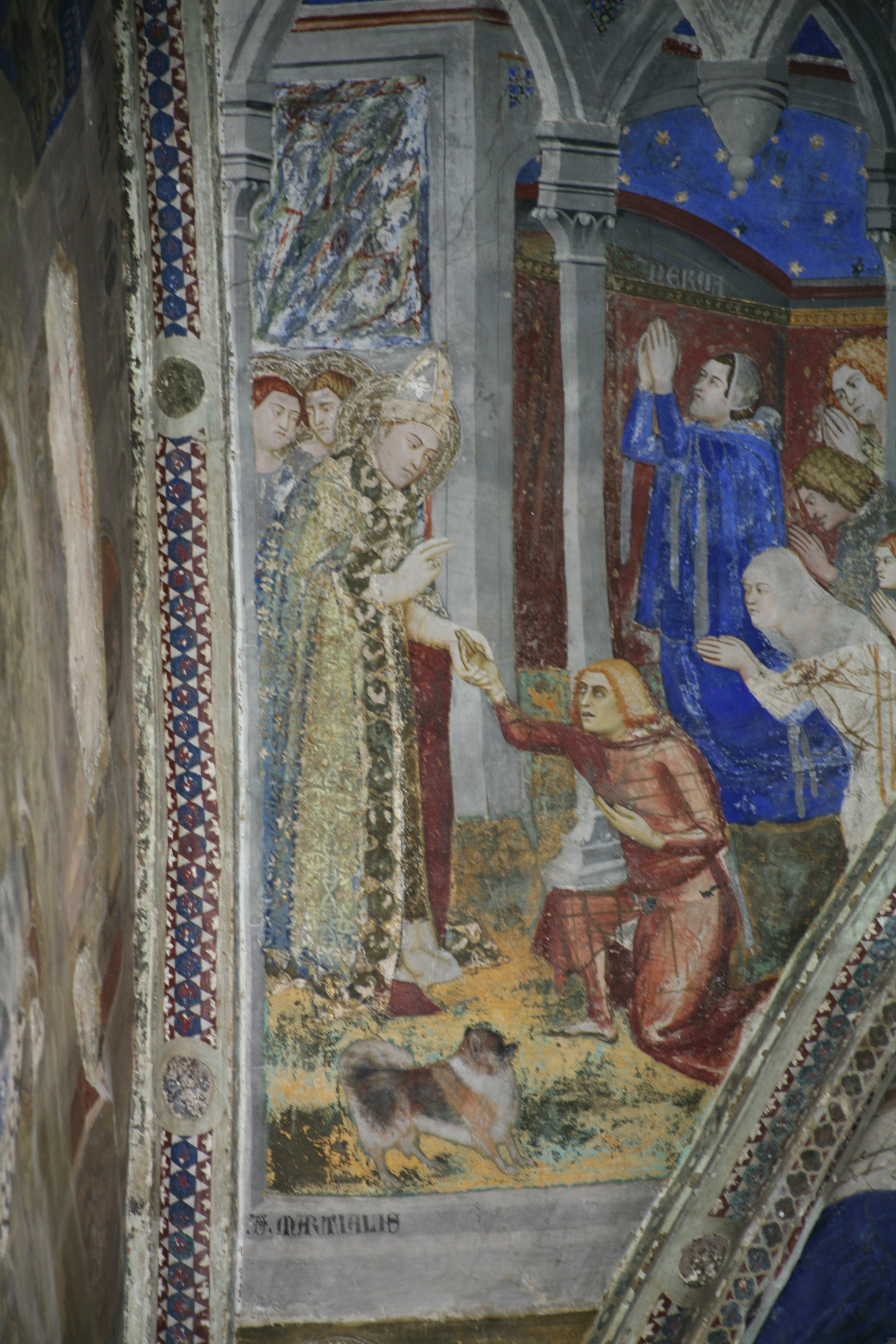
Resurrecció del fill de Nerva, a la capella d'Avinyó
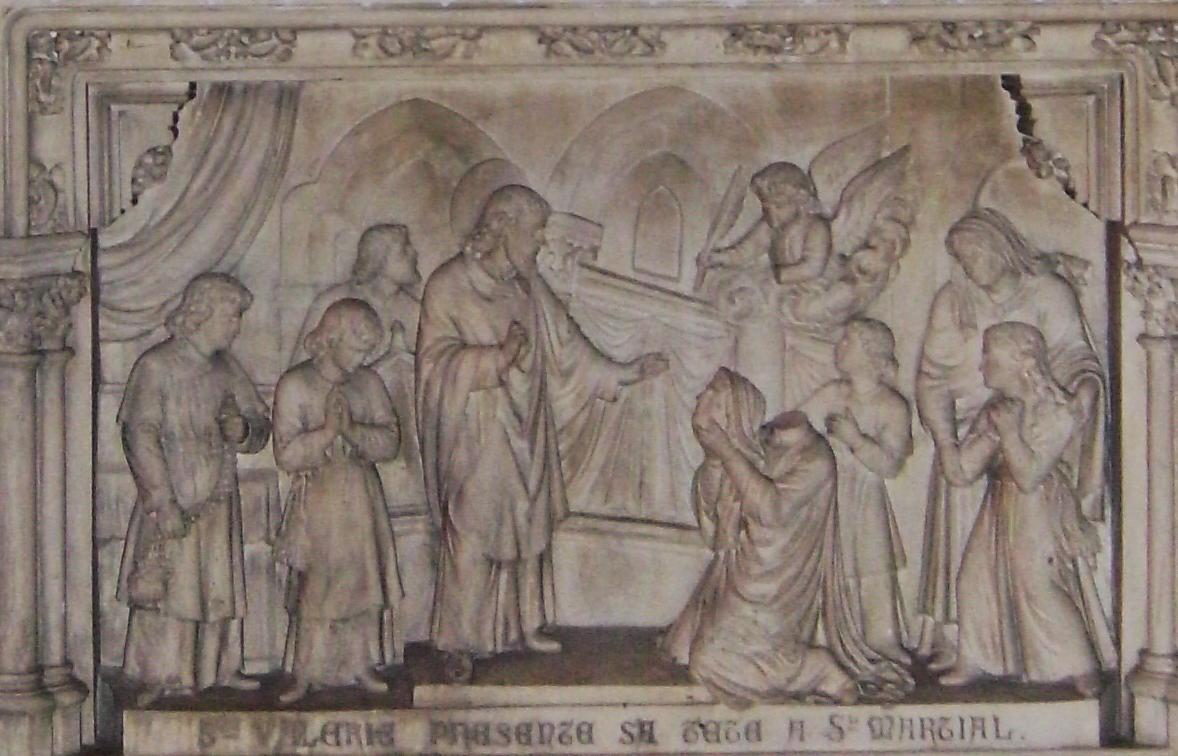
Santa Valèria presenta el seu cap a Sant Marçal; relleu de l'altar de St Michel des Lions
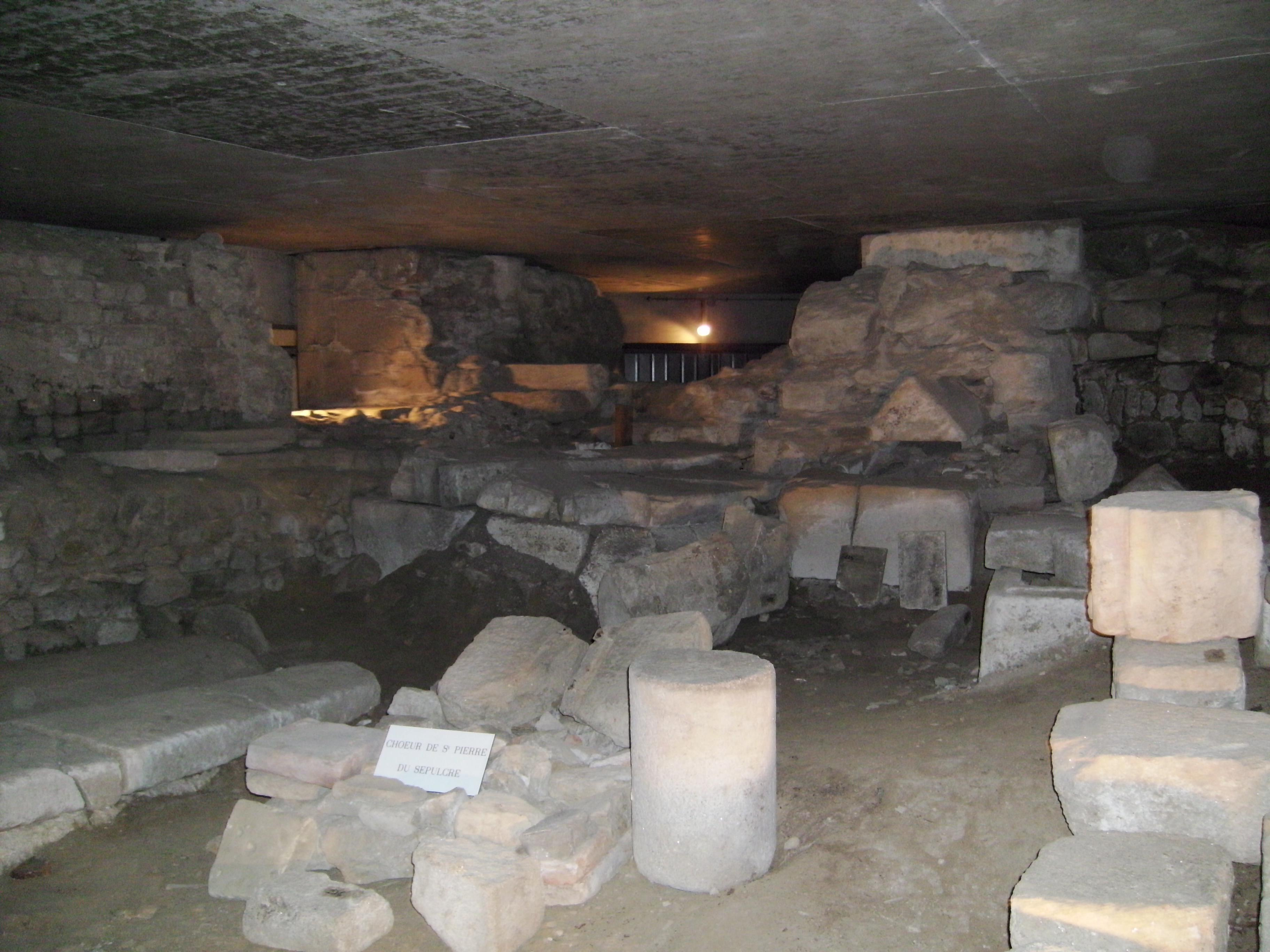
Restes de la cripta de l'antiga abadia, on hi havia el sepulcre del sant
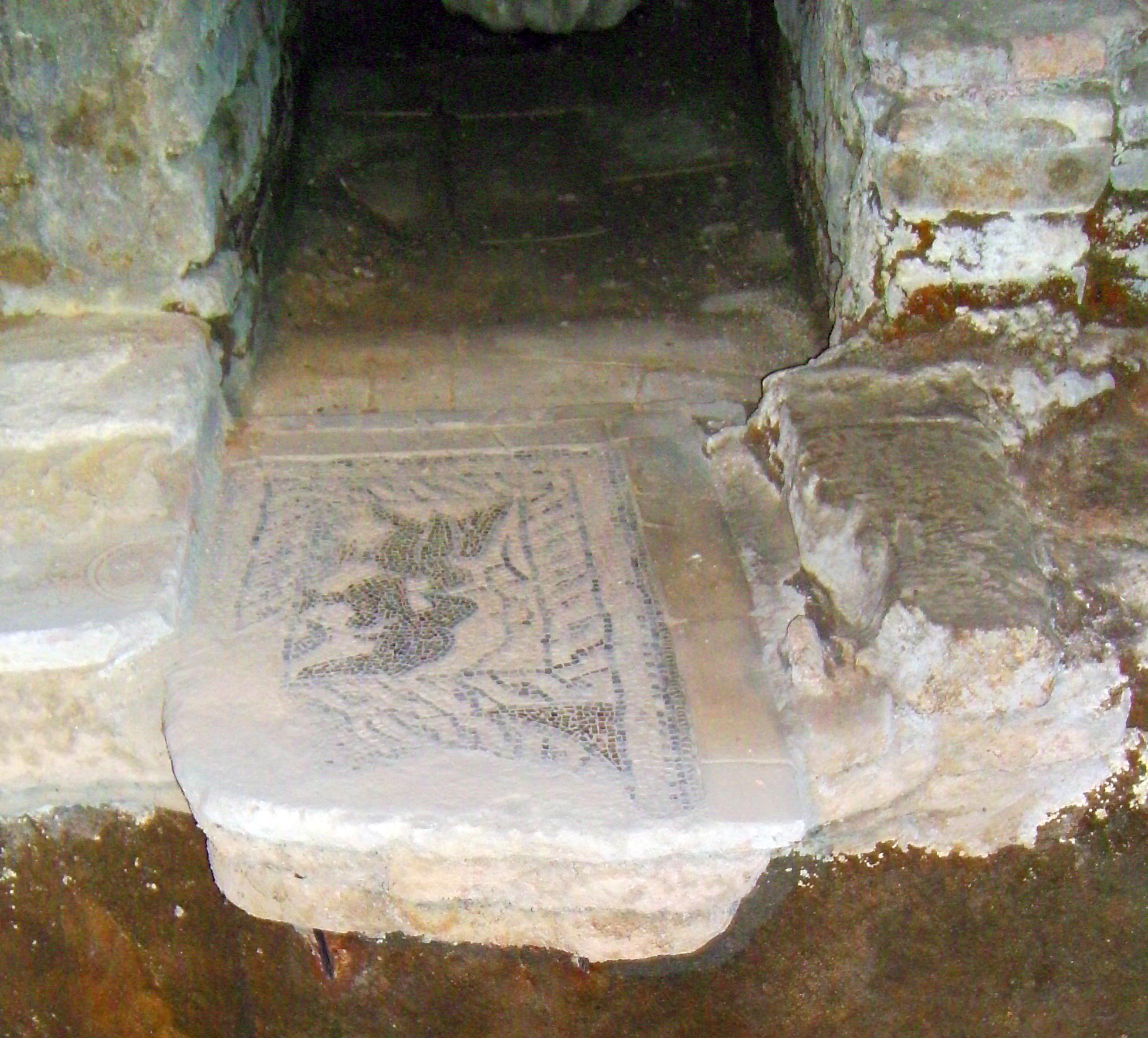
Mosaic que cobria la tomba primera del sant, a la cripta trobada sota de la Place de la République de Llemotges.
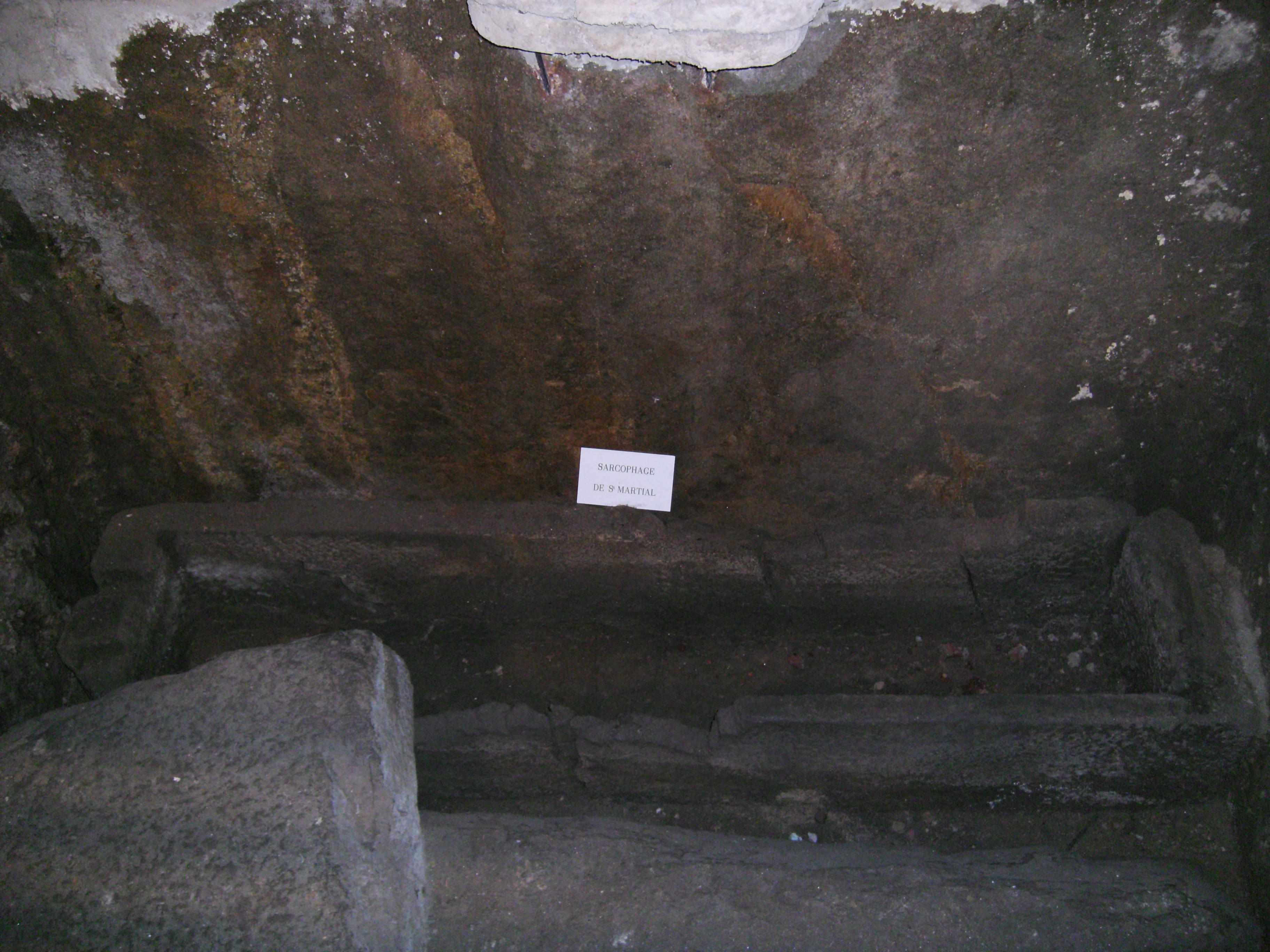
Antic sarcòfag del sant, a les excavacions de la cripta de l'abadia de Saint-Martial
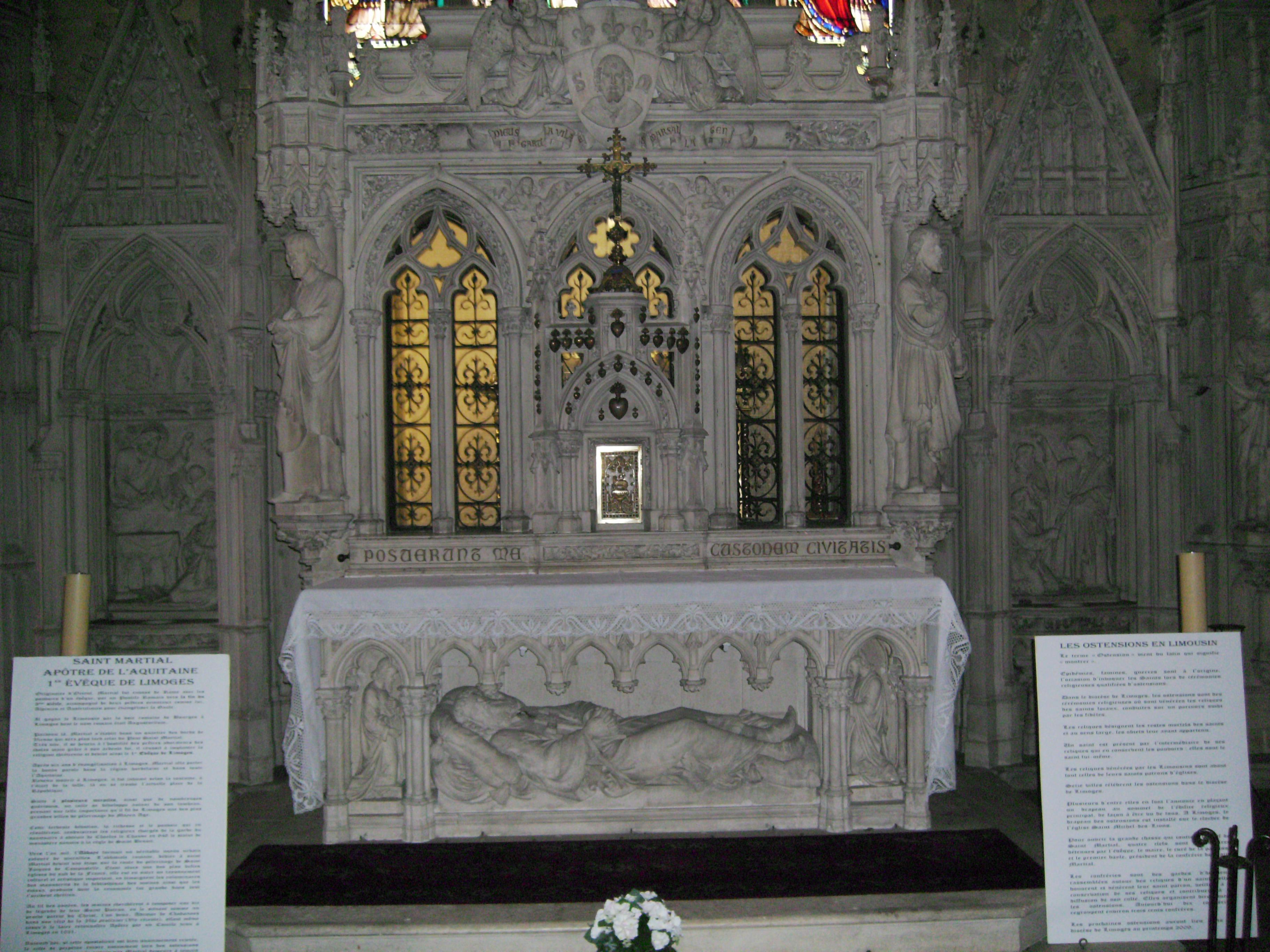
Altar i tomba del sant a l'església de Saint-Michel-des-Lions de Llemotges